# Bagni di Lucca
Bagni di Lucca település Olaszországban, Toszkána régióban, Lucca megyében. Lakosainak száma 5592 fő (2023. január 1.). Bagni di Lucca Borgo a Mozzano, Abetone Cutigliano, San Marcello Piteglio, Coreglia Antelminelli, Pescia és Villa Basilica községekkel határos.

## Népesség
A település népességének változása:
| Lakosok száma | 6266 | 5997 | 5592 |
|               | 2013 | 2018 | 2023 |